# Джішну Рагаван
Джішну Рагаван Алінгкіл (23 квітня 1979 — 25 березня 2016), відомий як Джішну, був індійським актором, який переважно знімався у фільмах малаялам. Він був сином актора Рагавана. Він найбільш відомий своїм дебютним фільмом «Наммал» (2002), за який він отримав премію Асоціації кінокритиків Керали за найкращу чоловічу роль і премію Матрубхумі за найкращий чоловічий дебют. Останнім його фільмом був «Трафік» (2016).

## Акторська кар'єра
Джішну вперше з'явився як дитина-художник у фільмі 1987 року «Кіліпатту», знятим його батьком, і був обраний для індійської панорами. Він дебютував у малаяламському кіно як головна роль у фільмі 2002 року «Наммал» разом із новачками Сіддхартом Бхаратаном, Бгаваною та Ренукою Меноном режисера Камала, який мав комерційний успіх і приніс йому визнання. Його гра у фільмі принесла йому премію кінокритиків Керали та кінопремію Матрубхумі за найкращий чоловічий дебют. Після своєї кар'єри він зіграв головні ролі у Valathottu Thirinjal Nalamathe Veedu, Choonda, Freedom, Parayam, Two Wheeler і Njaan. Потім він грав ролі другого плану в CBI Nerariyan, Pauran, Yugapurushan і негативну роль в Chakkara Muthu разом з Dileep.
Разом із кількома некредитованими фільмами він взяв перерву в кіноіндустрії, щоб працювати над розвитком інформаційних технологій у сільській місцевості. Пізніше він повернувся до кіноіндустрії та виконав ролі другого плану в Nidra, Commons, 10 to 4 Banking Hours і гостьову роль у Gwesty Ustad. Йому запропонували зніматися в Prabhuvinte Makkal. У 2013 році він зіграв головні ролі у фільмах Annum Innum Ennum і Rebecca Uthup Kizhakkemala. Він також експериментував з акторською грою в театральній студії Баррі Джона в Мумбаї. У тому ж році він підписав свої майбутні фільми Misfit разом із Sidhartha Siva, Indian Coffee House та Iphone зі своїм батьком Raghavan і Vineeth, але ці фільми не вийшли в кінотеатрах, оскільки у 2014 році йому діагностували рак.
Під час його першої боротьби з раком його друзі зняли короткометражний фільм під назвою «Без мови». Це про викладача коледжу, чиє життя кардинально змінило рак. У короткометражному фільмі головну роль виконує продюсер Шафір Саїт, який також є другом Джішну. Перед продовженням лікування він дебютував таміл як головний актор у фільмі «Каллаппадам» 2015 року з Лакшмі Прією Чандрамулі та отримав позитивні відгуки. Вона дебютувала в Боллівуді з негативною роллю у фільмі Traffic, який вийшов у 2016 році і став її останнім фільмом. Він також знявся в короткометражному фільмі Karma Games з Аадаршем Балакрішною, який був знятий у 2013 році та випущений у 2017 році. Це був його режисерський дебют. Адарш Балакрішна віддав належне Джішну, випустивши цей короткометражний фільм.